# Gervase Pierrepont (1er baron Pierrepont)
Gervase Pierrepont, 1er baron Pierrepont (1649 - 22 mai 1715), est un homme politique anglais. 

## Biographie
Il est le fils cadet de William Pierrepont (homme politique), deuxième fils de Robert Pierrepont (1er comte de Kingston-upon-Hull). Sa mère est Elizabeth, fille de Thomas Harries (1er baronnet) (en) de Tong Castle, dans le Shropshire. Il est l'oncle de Robert Pierrepont, 3e comte de Kingston-upon-Hull, William Pierrepont (4e comte de Kingston-upon-Hull) et Evelyn Pierrepont (1er duc de Kingston-upon-Hull). 
Il est élu au Parlement en tant que l'un des deux représentants d'Appleby en 1698, poste qu'il occupe jusqu'en 1705. En 1702, il est élevé à la pairie d'Irlande sous le titre de baron Pierrepont d'Ardglass. Cette création dans la pairie d'Irlande lui permet d'être anobli, tout en restant à la Chambre des communes. En 1714, il est fait baron Pierrepont, de Hanslape, dans le comté de Buckingham, dans la Pairie de Grande-Bretagne. Cette création lui octroie automatiquement un siège à la Chambre des lords. 
Lord Pierrepont épouse Lucy Pelham, fille de John Pelham (3e baronnet), en 1680. Il est décédé en mai 1715, sans enfants et ses titres s'éteignent. Lady Pierrepont est décédée en juillet 1721